# Aokas
Aokas (en kabyle : Aweqqas, en arabe : أوقاس) est une commune algérienne de la wilaya de Béjaïa en Kabylie. Elle est située sur le littoral méditerranéen, à environ 28 km à l’est de Béjaïa.
Le nom de la ville signifie requin en berbère. Ses habitants sont les Aokassiens et Aokassiennes (en kabyle : Iweqqassiyen et Tiweqqassiyin). La commune comptait 15 989 habitants en 2008.

## Géographie

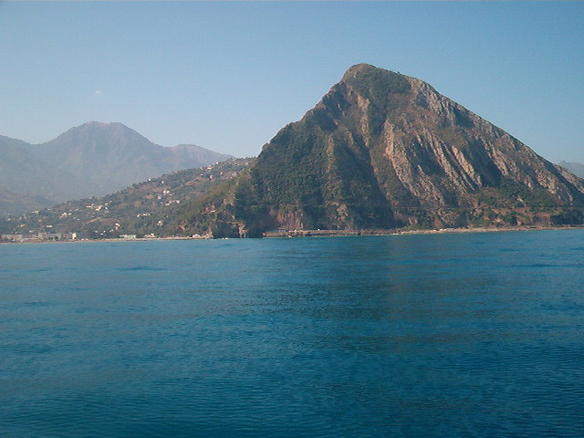
Le mont Imma Tadrart de Aokas.

Aokas se situe dans la wilaya de Béjaïa, en Kabylie maritime. Aokas est limitrophe des communes suivantes :

### Lieux-dits, quartiers et hameaux

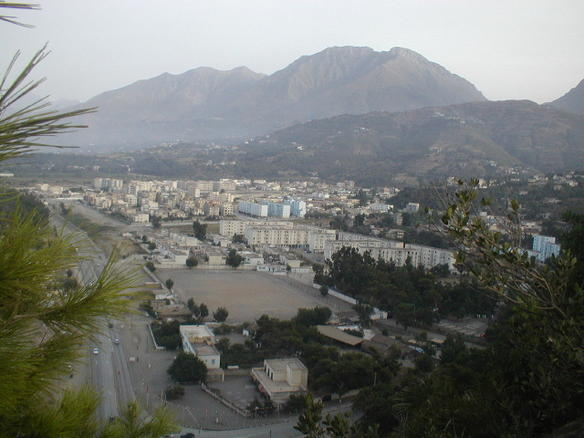
Vue générale d'Aokas.

Outre son chef-lieu Aokas-ville, la commune d'Aokas est composée des localités suivantes : Aït Aïssa, Akkar, Mesbah, Tizi Djarmana, Aliouene ou Iaamrounene, Ansa, Tabellout, Tikherroubine, Amerzague, Tala Khaled, Laazib, Tidelsine, Iourarène, Tala Khelifa, Aguemoune, Tarmant I, Tarmant II, El Anseur.

## Toponymie
Aokas (transcrit en tifinagh Aokas: ⴰⵡⵇⵇⴰⵙ et qui signifie requin en berbère. 

## Histoire
Le douar d’Aokas a été créé par décret le 2 octobre 1869, durant l'époque coloniale .
Huit fractions forment ce douar : Tabellout, Tixerrubine, Ansa, Taremant, Aliwen, Mesbah, Aqqar, Ait aissa.
Les Ait M’hand sont d’origine berbère remontant à une époque très reculée. Les premiers occupants de cette tribu seraient les Ait Makhlouf établis un temps immémorial dans les bassins de l’Oued M’sbah, de l’Oued n Tbellout et sur une partie du territoire situé sur la rive droite de ce cours d’eau et comprises dans la tribu des Ait Ouaret ou Ali, aujourd’hui rattachée à celle d’Aokas. Vers la fin du XVe siècle de l’ère chrétienne, au moment où les Maures vaincus par les Espagnols repassèrent la mer et se répandirent dans le Nord de l’Afrique (1492), deux familles vinrent s’établir dans le pays sous la conduite de deux chefs riches et marabouts vénérés : M’hamed ou Said Ouled M’hamed ou Mâmmer (notre ancêtre) originaire de Sekiet el Hamra, au sud du Maroc. Les Ait M’hand ont vécu constamment en guerre avec leurs voisins ; ils n’ont jamais payé d’impôts aux Turcs et ils ont toujours joui de l’indépendance qu’ils avaient su conquérir jusqu’à leur soumission, d’une façon définitive au général français Randon, après un combat acharné de deux jours, livré au col de Tizi ou Sekka (mai 1853).
( * )livre de Slimane Rahmani intitulé : « Notes ethnographiques et sociologiques sur les Beni M’hamed du Cap Aokas et du Beni Amrous. 

## Patrimoine
- Château de la Comtesse, ce chef-d’œuvre d’architecture est construit avec de la pierre taillée et une toiture recouverte d’ardoise d’une superficie de 5 983 m2. On raconte que ce castel fut occupé par un Boucheron français qui produisait et commercialisait du vin. Ce château est construit par un général de l’armée française appelé Poison et il n’avait pas d’héritiers. Les travaux de construction de ce château commencèrent en 1870 et se terminèrent en 1890.